# S3RL
S3RL (prononcé Serrl), de son vrai nom Jole Hughes, né à Brisbane, dans le Queensland, est un producteur et disc jockey de UK hardcore australien. Il se fait connaître par son titre Pretty Rave Girl. En 2015, il atteint les classements musicaux norvégiens avec son titre Genre Police. La presse spécialisée considère S3RL comme l'un des artistes les plus importants de la scène happy hardcore,,.

## Biographie
Jole Hughes est originaire de Brisbane, dans le Queensland. Lors d'une entrevue avec NekoNation, Hughes confie avoir vécu sa première expérience musicale en jouant au jeu vidéo Music 2000 sur PlayStation. Il confie également s'être initialement inspiré d'artistes et groupes très influents de la scène happy hardcore tels que Scott Brown, Blumchen, Styles, Gammer, Sharkey, Kevin Energy, et Hixxy. 
En 2005, il signe au label Nu Energy Collective, dirigé par Sharkey et Kevin Energy. Hughes confie qu'« il y avait un show local (à Brisbane) avec ces deux là qui étaient de passage en ville. Un de mes amis a réussi à leur parler et à leur donner un CD avec quelques-unes de mes productions gravées dessus. Je savais ce qui se passerait après, et pourtant j'ai reçu un e-mail et ça m'a vraiment surpris. Ils ont adoré mon remix du titre Transformers et m'ont demandé de le signer à leur label qui, en ce temps, était l'un des plus imposants de la scène happy hardcore. De là, j'ai commencé à me mettre plus sérieusement à la production. » Hughes est principalement connu pour son titre Pretty Rave Girl, qui reprend la mélodie du titre Daddy DJ du groupe français Daddy DJ. 
S3RL publie et distribue une douzaine de singles via TuneCore en 2011. À cette période, il fonde son propre label discographique, EMFA Music. En 2012, il publie son titre Control Freak en collaboration avec Danwritessins, qui atteint la 142e place sur iTunes, et est joué au Warped Tour. En 2013, Eufeion, un autre producteur de UK hardcore, publie un remix de son titre Pika Girl. En août 2014, S3RL publie son remix du titre The Fix de Project Shadow.
En février 2015, S3RL se classe 1658e sur l'Official Global DJ Rankings. La même année, il publie le single Yeah Science. Toujours en 2015, l'artiste atteint la 25e place des classements musicaux norvégiens avec son titre Genre Police en collaboration avec Lexi,.
En février 2020, S3RL décide d’engager des partenaires sous contrat pour l’aider à réaliser ses nouveaux clips musicaux. Il recrute notamment Aurélien Dacher, un beatmaker Français, et ont ensemble créé depuis : You Are Mine, Nasty, Dopamine, Wanna Fight Huh, The Bass & The Melody, S3RL Absolutely Presents..

## Singles et vocalistes
S3RL a produit beaucoup de chansons en dix années de carrière, durant lesquelles il prête sa voix seule (Keep on Ravin' Baby, Pika Girl, Dealer), avec différent(e)s vocalistes (Rainbow Girl et I Will Pick You Up avec Tamika, Request avec Mixie Moon, When I Die (Bury Me a Raver) avec Krystal et Razor Sharp, MTC avec Jodie Hughes...), ou en laissant les paroles aux vocalistes sur des titres comme Click Bait avec Gl!tch, Feel the Melody avec Sara, I'll See You Again avec Chi Chi, R4v3 B0y avec Krystal. Il s'est aussi aidé de logiciels de voix synthétisées comme Vocaloid de Yamaha, en utilisant les voix d'Avanna (Forbidden) ou de Sonika (MTC2).

### Singles
| Année | Musique                                                | Numéro Piste | NOR | Album                                                    | Catalogue ID | ISRC code     | BPM     | Distributor          | Label                |
| ----- | ------------------------------------------------------ | ------------ | --- | -------------------------------------------------------- | ------------ | ------------- | ------- | -------------------- | -------------------- |
| 2006  | "Transformers"                                         |              |     | The Nu Breed EP Vol 2                                    | RLNT026      | PREEMFA-003   | 175     |                      | Relentless Vinyl     |
| 2007  | "Keep On Ravin' Baby"                                  |              |     | Keep On Ravin' Baby                                      | EXEDIGI022   | GBKQU1159425  | 175     |                      | Executive Digital    |
| 2007  | "The 2nd Wave"                                         |              |     | The 2nd Wave                                             | EXEDIGI024   | GBKQU1159307  | 175     |                      | Executive Digital    |
| 2007  | "Blast The Noise"                                      |              |     | Blast The Noise                                          | EXEDIGI025   | GBKQU1159427  | 170     |                      | Executive Digital    |
| 2007  | "Weekend has come"                                     |              |     | Weekend has come                                         | EXEDIGI026   | GBKQU1159428  | 175     |                      | Executive Digital    |
| 2007  | "I kiss"                                               |              |     | I kiss                                                   | EXEDIGI027   | GBTWT0900919  | 175     |                      | Executive Digital    |
| 2007  | "Neon Genesis"                                         |              |     | Neon Genesis                                             | RLNTDIGI031  | GBTWT0900923  | 175     |                      | Relentless Digital   |
| 2007  | "720 Suicide"                                          |              |     | 720 Suicide                                              | RLNTDIGI038  | GBTWT0900930  | 175     |                      | Relentless Digital   |
| 2007  | "Alternative"                                          |              |     | Alternative                                              | RLNTDIGI039  | PREEMFA-015   | 175     |                      | Relentless Digital   |
| 2007  | "S.L.U.T."                                             |              |     | S.L.U.T.                                                 | EXEDIGI029   | GBKQU1159308  | 175     |                      | Executive Digital    |
| 2007  | "Stay"                                                 |              |     | Stay                                                     | EXE013       | GBKQU1159239  | 175     |                      | Executive Records    |
| 2007  | "God Is Not A DJ"                                      |              |     | Stay                                                     | EXE013       | GBKQU1159240  | 175     |                      | Executive Records    |
| 2007  | "Feel The Flow"                                        |              |     | Feel The Flow                                            | EXEDIGI030   | GBKQU1159309  | 175     |                      | Executive Digital    |
| 2008  | "Come on do it"                                        |              |     | Come on do it                                            | EXEDIGI032   | GBKQU1159315  | 175     |                      | Executive Digital    |
| 2008  | "DEVIL"                                                |              |     | DEVIL                                                    | EXEDIGI038   | GBKQU1159320  | 175     |                      | Executive Digital    |
| 2008  | "Crank it louder"                                      |              |     | Crank it louder                                          | EXEDIGI039   | GBKQU1159275  | 175     |                      | Executive Digital    |
| 2008  | "What We Do"                                           |              |     | What We Do                                               | EXEDIGI040   | GBKQU1159276  | 175     |                      | Executive Digital    |
| 2008  | "Artificial Energy"                                    |              |     | Artificial Energy                                        | EXEDIGI041   | GBKQU1159277  | 175     |                      | Executive Digital    |
| 2008  | "Come Back Home"                                       |              |     | Come Back Home                                           | EXEDIGI042   | GBKQU1159278  | 175     |                      | Executive Digital    |
| 2008  | "Pretty Rave Girl"                                     |              |     | Weekend / Into Overdrive / Pretty Rave Girl              | RLNT037      | GBTWT0900865  | 175     |                      | Relentless Vinyl     |
| 2008  | "Weekend"                                              |              |     | Weekend / Into Overdrive / Pretty Rave Girl              | RLNT037      | GBTWT0900863  | 175     |                      | Relentless Vinyl     |
| 2008  | "Into Overdrive"                                       |              |     | Weekend / Into Overdrive / Pretty Rave Girl              | RLNT037      | GBTWT0900864  | 175     |                      | Relentless Vinyl     |
| 2008  | "Make you move"                                        |              |     | Make You Move / Take Me / You'll Never                   | RLNTDIGI046  | GBTWT0900938  | 175     |                      | Relentless Digital   |
| 2008  | "You'll never"                                         |              |     | Make You Move / Take Me / You'll Never                   | RLNTDIGI046  | GBTWT0900939  | 175     |                      | Relentless Digital   |
| 2008  | "Take me"                                              |              |     | Make You Move / Take Me / You'll Never                   | RLNTDIGI046  | GBTWT0900940  | 175     |                      | Relentless Digital   |
| 2009  | "Birds & Bees"                                         |              |     | Birds & Bees                                             | EXEDIGI043   | GBKQU1159279  | 175     |                      | Executive Digital    |
| 2009  | "Go Wild"                                              |              |     | Go Wild                                                  | EXEDIGI044   | GBKQU1159280  | 175     |                      | Executive Digital    |
| 2009  | "3 To The Floor"                                       |              |     | 3 To The Floor                                           | EXEDIGI045   | GBKQU1159281  | 175     |                      | Executive Digital    |
| 2009  | "I'll Dance With You"                                  |              |     | I'll Dance With You                                      | EXEDIGI046   | GBKQU1159282  | 175     |                      | Executive Digital    |
| 2009  | "Everybody Sing"                                       |              |     | Everybody Sing                                           | AWF002       |               | 175     |                      | Australia With Force |
| 2009  | "Zorba's Dance (Family Guy Mix)"                       |              |     | Zorba's Dance (Family Guy Mix)                           | AWF008       |               | 175     |                      | Australia With Force |
| 2009  | "One 2 Tha 3"                                          |              |     | One 2 Tha 3                                              | AWF021       |               | 175     |                      | Australia With Force |
| 2009  | "Here We Go"                                           |              |     | Here We Go / Freakshow / It's Time 2 Roll                | RLNT041      | GBTWT0900877  | 175     |                      | Relentless Vinyl     |
| 2009  | "Freakshow"                                            |              |     | Here We Go / Freakshow / It's Time 2 Roll                | RLNT041      | GBTWT0900878  | 175     |                      | Relentless Vinyl     |
| 2009  | "It's Time 2 Roll"                                     |              |     | Here We Go / Freakshow / It's Time 2 Roll                | RLNT041      | GBTWT0900879  | 175     |                      | Relentless Vinyl     |
| 2009  | "COH4 Intro"                                           |              |     | Crush On Hardcore 4                                      | COCD004      |               | 175     |                      | Crush On             |
| 2009  | "Keep On Ravin' Baby (VIP Mix)"                        |              |     | Crush On Hardcore 4                                      | COCD004      |               | 175     |                      | Crush On             |
| 2009  | "Dealer"                                               |              |     | Little Kandi Raver / Dealer / Le Rock                    | RLNTFREE001  | GBTWT0900884  | 175     |                      | Relentless Digital   |
| 2009  | "Little Kandi Raver" (feat. Tamika)                    |              |     | Little Kandi Raver / Dealer / Le Rock                    |              | GBTWT0900883  | 175     |                      | Relentless Digital   |
| 2009  | "Le Rock"                                              |              |     | Little Kandi Raver / Dealer / Le Rock                    |              | GBTWT0900885  | 175     |                      | Relentless Digital   |
| 2009  | "The Hardcore Sound"                                   |              |     | The Hardcore Sound / Seek & Destroy                      | RLNTDIGI054  | PREEMFA-046   | 175     |                      | Relentless Digital   |
| 2009  | "Rave Forever"                                         |              |     | We All Scream / Rave Forever / Break Em                  | RLNT044      | GBTWT0901122  | 175     |                      | Relentless Digital   |
| 2009  | "We all scream"                                        |              |     | We All Scream / Rave Forever / Break Em                  | RLNT044      | GBTWT0901121  | 175     |                      | Relentless Digital   |
| 2009  | "Break em"                                             |              |     | We All Scream / Rave Forever / Break Em                  | RLNT044      | GBTWT0901123  | 175     |                      | Relentless Digital   |
| 2009  | "I Live For The Bass Drum"                             |              |     | The S3rl Digital EP 3                                    | EXEDIGI056   | GBKQU1159442  | 175     |                      | Executive Digital    |
| 2009  | "Move With You"                                        |              |     | The S3rl Digital EP 3                                    | EXEDIGI056   | GBKQU1159444  | 175     |                      | Executive Digital    |
| 2009  | "Remember My Past"                                     |              |     | The S3rl Digital EP 3                                    | EXEDIGI056   | GBKQU1159445  | 175     |                      | Executive Digital    |
| 2009  | "BeatDrop Music"                                       |              |     |                                                          | EFT004       |               | 175     |                      | EMFA Free            |
| 2010  | "BeatDrop Music 2010"                                  |              |     |                                                          | EFT003       |               | 175     |                      | EMFA Free            |
| 2010  | "Pretty Rave Girl (2010 Mix)"                          |              |     |                                                          | RLNTDIGI060  | GBTWT0901190  | 175     |                      | Relentless Digital   |
| 2010  | "Welcome To 2morrow"                                   |              |     | The S3RL Digital EP 4                                    | EXEDIGI063   | GBKQU1159272  | 175     |                      | Executive Digital    |
| 2010  | "My Lucky Star"                                        |              |     | My Lucky Star                                            | RLNTDIGI62   | PREEMFA-076   | 175     |                      | Relentless Digital   |
| 2010  | "How Do You Like Bass"                                 |              |     | My Lucky Star                                            | RLNTDIGI62   | PREEMFA-077   | 175     |                      | Relentless Digital   |
| 2010  | "Martini's and Mixed Feelings"                         |              |     | My Lucky Star                                            | RLNTDIGI62   | PREEMFA-078   | 175     |                      | Relentless Digital   |
| 2010  | "Middle Of The Night"                                  |              |     | Middle Of The Night                                      | AWF037       |               | 175     |                      | Australia With Force |
| 2010  | "Rainbow Girl" (feat. Tamika)                          |              |     | The S3RL Digital EP 4                                    | EXEDIGI063   | GBKQU1159273  | 175     |                      | Executive Digital    |
| 2010  | "Stomp Ya Feet"                                        |              |     | T-T-Techno / Every Single Day / Stomp Ya Feet            | RLNTDIGI064  | GB-TWT0901136 | 175     |                      | Relentless Digital   |
| 2010  | "Every Single Day"                                     |              |     | T-T-Techno / Every Single Day / Stomp Ya Feet            | RLNTDIGI064  | GB-TWT0901135 | 175     |                      | Relentless Digital   |
| 2010  | "T-T-Techno"                                           |              |     | T-T-Techno / Every Single Day / Stomp Ya Feet            | RLNTDIGI064  | GB-TWT0901134 | 175     |                      | Relentless Digital   |
| 2010  | "Line Of Blow"                                         |              |     | In My Life / Line Of Blow / Just Fcuk                    | RLNTDIGI067  | GBTWT0901138  | 175     |                      | Relentless Digital   |
| 2010  | "In My Life"                                           |              |     | In My Life / Line Of Blow / Just Fcuk                    | RLNTDIGI067  | GBTWT0901137  | 175     |                      | Relentless Digital   |
| 2010  | "Just Fcuk"                                            |              |     | In My Life / Line Of Blow / Just Fcuk                    | RLNTDIGI067  | GBTWT0901139  | 175     |                      | Relentless Digital   |
| 2010  | "Every Time I Look At You"                             |              |     | Every Time I Look At You / Green Hills / Sek-C Raver     | RLNTDIGI071  |               | 175     |                      | Relentless Digital   |
| 2010  | "Green Hills"                                          |              |     | Every Time I Look At You / Green Hills / Sek-C Raver     | RLNTDIGI071  |               | 175     |                      | Relentless Digital   |
| 2010  | "Sek-C Raver"                                          |              |     | Every Time I Look At You / Green Hills / Sek-C Raver     | RLNTDIGI071  |               | 175     |                      | Relentless Digital   |
| 2011  | "Mozart On Crack"                                      |              |     | Hardcore Energy 2                                        | HCNRG002     |               | 175     |                      | Nu Energy            |
| 2011  | "Get Stronger"                                         |              |     | Hardcore Energy 2                                        | HCNRG002     |               | 175     |                      | Nu Energy            |
| 2011  | "Good Night"                                           |              |     | Hardcore Energy 2                                        | HCNRG002     |               | 175     |                      | Nu Energy            |
| 2011  | "Can't Bring Me Down"                                  |              |     | The S3rl Digital EP 5                                    | EXEDIGI64    |               | 175     |                      | Executive Digital    |
| 2011  | "Snow White Line"                                      |              |     | The S3rl Digital EP 5                                    | EXEDIGI64    |               | 175     |                      | Executive Digital    |
| 2011  | "Don't Stop"                                           |              |     | The S3rl Digital EP 5                                    | EXEDIGI64    |               | 175     |                      | Executive Digital    |
| 2011  | "It Went" (feat. Jesskah)                              |              |     | Bass Slut / It Went / Crazy Ass Bitch                    | RLNTDIGI073  | GBTWT0901303  | 175     |                      | Relentless Digital   |
| 2011  | "Bass Slut" (feat. Tamika)                             |              |     | Bass Slut / It Went / Crazy Ass Bitch                    | RLNTDIGI073  |               | 175     |                      | Relentless Digital   |
| 2011  | "Crazy Ass Bitch" (feat. Kato)                         |              |     | Bass Slut / It Went / Crazy Ass Bitch                    | RLNTDIGI073  |               | 175     |                      | Relentless Digital   |
| 2011  | "Let You Go"                                           |              |     | Let You Go / The Wilhelm Scream / Elf The World / Addict | RLNTDIGI076  |               | 175     |                      | Relentless Digital   |
| 2011  | "The Wilhelm Scream"                                   |              |     | Let You Go / The Wilhelm Scream / Elf The World / Addict | RLNTDIGI076  |               | 175     |                      | Relentless Digital   |
| 2011  | "Elf The World"                                        |              |     | Let You Go / The Wilhelm Scream / Elf The World / Addict | RLNTDIGI076  |               | 175     |                      | Relentless Digital   |
| 2011  | "Addict"                                               |              |     | Let You Go / The Wilhelm Scream / Elf The World / Addict | RLNTDIGI076  |               | 175     |                      | Relentless Digital   |
| 2011  | "Finish Him"                                           |              |     | Finish Him                                               | CLOUD002     |               | 175     |                      | Cloud 9 Recordings   |
| 2011  | "Pika Girl"                                            |              |     |                                                          | EMF001       |               | 175     |                      | EMFA Music           |
| 2011  | "Always Picking On Me"                                 |              |     |                                                          | EMF002       |               | 88      |                      | EMFA Music           |
| 2011  | "SummerBass"                                           |              |     |                                                          | EMF003       |               | 88      |                      | EMFA Music           |
| 2011  | "Same Never Changes"                                   |              |     |                                                          | EMF004       |               | 88      |                      | EMFA Music           |
| 2011  | "Happy Hardcore Tonight"                               |              |     |                                                          | EMF005       |               | 175     |                      | EMFA Music           |
| 2011  | "Song Without Words"                                   |              |     |                                                          | EMF007       |               | 88      |                      | EMFA Music           |
| 2011  | "Kamehameha" (feat. Johnny)                            |              |     |                                                          | EMF008       |               | 88      |                      | EMFA Music           |
| 2012  | "Want It Harder"                                       |              |     |                                                          | EMF009       |               | 175     |                      | EMFA Music           |
| 2012  | "MTC"                                                  |              |     |                                                          | EMF010       |               | 88      |                      | EMFA Music           |
| 2012  | "Ready For Love" (feat. Sara)                          |              |     |                                                          | EMF011       |               | 87      |                      | EMFA Music           |
| 2012  | "Press Play Walk Away" (feat. SynthWulf)               |              |     |                                                          | EMF014       |               | 88      |                      | EMFA Music           |
| 2012  | "9 Bars of Equador"                                    |              |     |                                                          | EMF015       |               | 87      |                      | EMFA Music           |
| 2012  | "Shoulder Boulders"                                    |              |     |                                                          | EMF016       |               | 88      |                      | EMFA Music           |
| 2012  | "Little Kandi Raver 2012" (feat. Sara)                 |              |     |                                                          | EMF017       |               | 88      |                      | EMFA Music           |
| 2012  | "Feel The Melody" (feat. Sara)                         |              |     |                                                          | EMF018       |               | 88      |                      | EMFA Music           |
| 2012  | "Raver Dimension" (feat. Emcee M)                      |              |     |                                                          | EMF020       |               | 87      |                      | EMFA Music           |
| 2012  | "Less Than Three" (feat. Sara)                         |              |     |                                                          | EMF021       |               | 88      |                      | EMFA Music           |
| 2012  | "Pump Up The Jams" (feat. Zero2)                       |              |     |                                                          | EMF022       |               | 88      |                      | EMFA Music           |
| 2013  | "Request" (feat. MixieMoon)                            |              |     |                                                          | EMF025       |               | 88      |                      | EMFA Music           |
| 2013  | "Let The Beat Go" (feat. Johnny)                       |              |     |                                                          | EMF026       |               | 175     |                      | EMFA Music           |
| 2013  | "Princess Bubblegum" (feat. Yuki)                      |              |     |                                                          | EMF027       |               | 88      |                      | EMFA Music           |
| 2013  | "Doof Doof Untz Untz"                                  |              |     |                                                          | EMF029       |               | 88      |                      | EMFA Music           |
| 2013  | "Feels Like Heaven" (feat. MoiMinnie)                  |              |     |                                                          | EMF030       |               | 88      |                      | EMFA Music           |
| 2013  | "To My Dream" (feat. Sara)                             |              |     |                                                          | EMF031       |               | 88      |                      | EMFA Music           |
| 2013  | "Da De Da" (feat. Johnny)                              |              |     |                                                          | EMF032       |               | 88      |                      | EMFA Music           |
| 2013  | "I Will Pick You Up" (feat. Tamika)                    |              |     |                                                          | EMF033       |               | 88      |                      | EMFA Music           |
| 2013  | "DJ Whore" (feat. Tamika)                              |              |     |                                                          | EMF035       |               | 87      |                      | EMFA Music           |
| 2013  | "Forever" (feat. Sara)                                 |              |     |                                                          | EMF036       |               | 88      |                      | EMFA Music           |
| 2013  | "Friendzoned" (feat. Mixie Moon & MC Offside)          |              |     |                                                          | EMF037       |               | 87      |                      | EMFA Music           |
| 2014  | "Back Track" (feat. Akima.T)                           |              |     |                                                          | EMF038       |               | 88      |                      | EMFA Music           |
| 2014  | "Dumbass Statuses" (feat. Filthy Frank)                |              |     |                                                          | EMF039       |               | 88      |                      | EMFA Music           |
| 2014  | "I'll See You Again" (feat. Chi Chi)                   | 1/1          |     | I'll See You Again                                       | EMF041       | AU8N01100041  | 175     |                      | EMFA Music           |
| 2014  | "Mr. Vain" (feat. Tamika)                              |              |     |                                                          | EMF042       |               | 87      |                      | EMFA Music           |
| 2014  | "Shell Shock"                                          |              |     |                                                          | EMF043       |               | 88      |                      | EMFA Music           |
| 2014  | "The Legend of Link" (feat. Mixie Moon)                |              |     |                                                          | EMF044       |               | 88      |                      | EMFA Music           |
| 2014  | "Over The Rainbow" (feat. Akima.T)                     |              |     |                                                          | EMF046       |               | 160     |                      | EMFA Music           |
| 2014  | "Nightcore This" (feat. Tamika)                        |              |     |                                                          | EMF047       |               | 160     |                      | EMFA Music           |
| 2014  | "MTC2" (feat. Sonika)                                  |              |     |                                                          | EMF048       |               | 160     |                      | EMFA Music           |
| 2014  | "Tell Me What You Want" (feat. Tamika)                 |              |     |                                                          | EMF049       |               | 160     |                      | EMFA Music           |
| 2014  | "Public Service Announcement"                          |              |     |                                                          | EMF050       |               | 161     |                      | EMFA Music           |
| 2014  | "BFF"                                                  |              |     |                                                          | EMF053       |               | 160     |                      | EMFA Music           |
| 2014  | "Genre Police" (feat. Lexi)                            |              | 10  |                                                          | EMF052       |               | 80      |                      | EMFA Music           |
| 2015  | "Yeah Science"                                         |              |     |                                                          | EMF054       |               | 88      |                      | EMFA Music           |
| 2015  | "Escape" (feat. Emi)                                   |              |     |                                                          | EMF055       |               | 87      |                      | EMFA Music           |
| 2015  | "R4V3 B0Y" (feat. Krystal)                             |              |     |                                                          | EMF057       |               | 88      |                      | EMFA Music           |
| 2015  | "Old Stuff" (feat. Minto)                              |              |     |                                                          | EMF058       |               | 88      |                      | EMFA Music           |
| 2015  | "Hypnotoad"                                            |              |     |                                                          | EMF059       |               | 88      |                      | EMFA Music           |
| 2015  | "Catchit"                                              |              |     |                                                          | EMF60        |               | 88      |                      | EMFA Music           |
| 2015  | "Casual Noob"                                          |              |     |                                                          | EMF061       |               | 88      |                      | EMFA Music           |
| 2015  | "When I Die" (feat. Razor Sharp & Krystal)             |              |     |                                                          | EMF062       |               | 87      |                      | EMFA Music           |
| 2015  | "Candy" (feat. Sara)                                   |              |     |                                                          | EMF063       |               | 87      |                      | EMFA Music           |
| 2015  | "Next Time" (feat. Zoe VanWest)                        |              |     |                                                          | EMF065       |               | 88      |                      | EMFA Music           |
| 2015  | "Intensify"                                            |              |     |                                                          | EMF066       |               | 88      |                      | EMFA Music           |
| 2015  | "Hentai"                                               |              |     |                                                          | EMF067       |               | 175     |                      | EMFA Music           |
| 2015  | "Upper Hand 2016"                                      |              |     |                                                          |              |               | 175     |                      |                      |
| 2016  | "Starlight Starbright" (feat. Emi & Razor Sharp)       |              |     |                                                          | EMF068       |               | 175     |                      | EMFA Music           |
| 2016  | "Put Your Phones Up" (feat. Minto)                     |              |     |                                                          | EMF069       |               | 88      |                      | EMFA Music           |
| 2016  | "Forbidden" (feat. Avanna)                             |              |     |                                                          | EMF071       |               | 87      |                      | EMFA Music           |
| 2016  | "Self-Titled"                                          |              |     |                                                          | EMF072       |               | 88      |                      | EMFA Music           |
| 2016  | "When I'm There" (feat. Nikolett)                      |              |     |                                                          | EMF073       |               | 88      |                      | EMFA Music           |
| 2016  | "Chillcore" (feat. Lexi)                               |              |     |                                                          | EMF074       |               | 88      |                      | EMFA Music           |
| 2016  | "Nostalgic" (feat. Harri Rush)                         |              |     |                                                          | EMF075       |               | 88      |                      | EMFA Music           |
| 2016  | "Click Bait" (feat. Gl!tch)                            |              |     |                                                          | EMF076       |               | 87      |                      | EMFA Music           |
| 2016  | "You're My Superhero" (feat. Zoe VanWest)              |              |     |                                                          | EMF078       |               | 88      |                      | EMFA Music           |
| 2016  | "Trillium" (feat. Sara)                                |              |     |                                                          | EMF079       |               | 175     |                      | EMFA Music           |
| 2016  | "Space-Time" (feat. Riddle Anne)                       |              |     |                                                          | EMF080       |               | 88      |                      | EMFA Music           |
| 2016  | "3 To The Floor (Original Mix)"                        | 1/24         |     | Remastered                                               | EXE068       | AUVAA1200040  | 175     |                      | Executive Records    |
| 2016  | "Artificial Energy (Original Mix)"                     | 2/24         |     | Remastered                                               | EXE068       |               |         |                      | Executive Records    |
| 2016  | "Blast The Noise (Original Mix)"                       | 3/24         |     | Remastered                                               | EXE068       |               | 175     |                      | Executive Records    |
| 2016  | "Come On Do It (Original Mix)"                         | 4/24         |     | Remastered                                               | EXE068       | AUVAA1200044  | 175     |                      | Executive Records    |
| 2016  | "Can't Bring Me Down (Original Mix)"                   | 5/24         |     | Remastered                                               | EXE068       |               | 175     |                      | Executive Records    |
| 2016  | "Keep On Ravin' Baby (VIP Mix)"                        | 14/24        |     | Remastered                                               | EXE068       |               | 175     |                      | Executive Records    |
| 2017  | "Inspiration"                                          |              |     | Inspiration                                              | EMF082       | AU8N01100082  | 175     |                      | EMFA Music           |
| 2017  | "Like This" (feat. Krystal)                            | 1/1          |     | Like This                                                | EMF083       | AU8N01100083  | 175     |                      | EMFA Music           |
| 2017  | "Where Did You Go" (feat. Charlotte)                   | 1/1          |     | Where Did You Go                                         | EMF085       | AU8N01100085  | 175     |                      | EMFA Music           |
| 2017  | "Boomerang" (feat. Lexi)                               | 4/27         |     | Ravestars                                                | FSMCD-002    | Unknown       | 175     |                      | Future State Music   |
| 2017  | "Cherry Pop" (feat. Gl!tch)                            | 1/1          |     | Cherry Pop                                               | EMF086       | AU8N01100086  | 175     |                      | EMFA Music           |
| 2017  | "All That I Need" (feat. Kayliana & MC Riddle)         | 1/1          |     | All That I Need                                          | EMF087       | AU8N01100087  | 175     |                      | EMFA Music           |
| 2017  | "Well, That Was Awkward"                               | 1/1          |     | Well, That Was Awkward                                   | EMF089       | AU8N01100088  | 175     |                      | EMFA Music           |
| 2017  | "Misleading Title" (feat. DEFI BRILATOR)               | 1/1          |     | Misleading Title                                         | EMF090       | AU8N01100090  | 175     |                      | EMFA Music           |
| 2017  | "Music Is My Saviour" (feat. Mixie Moon)               | 1/1          |     | Music Is My Saviour                                      | EMF091       | AU8N01100091  | 175     |                      | EMFA Music           |
| 2017  | "Spoiler Alert"                                        | 1/1          |     | Spoiler Alert                                            | EMF092       | AU8N01100092  | 175     |                      | EMFA Music           |
| 2017  | "Whirlwind" (feat. Krystal)                            | 1/1          |     | Whirlwind                                                | EMF093       | AU8N01100093  | 175     |                      | EMFA Music           |
| 2017  | "Jaded AF" (feat. ChiyoKo MC Riddle)                   | 1/1          |     | Jaded AF                                                 | EMF094       | AU8N01100094  | 175     |                      | EMFA Music           |
| 2018  | "Through the Years" (feat. Zero-2 and Yurino)          | 1/1          |     | Through the Years                                        | EMF095       | AU8N01100095  | 175     |                      | Emfa Music           |
| 2018  | "MTC Saga"                                             | 1/1          |     | MTC Saga                                                 | EMF097       | AU8N01100097  | 175     |                      | EMFA Music           |
| 2018  | "Planet Rave" (feat. Renee)                            | 1/1          |     | Planet Rave                                              | EMF098       | AU8N01100098  | 175     |                      | EMFA Music           |
| 2018  | "Now That I've Found You" (feat. Déja)                 | 1/1          |     | Now That I've Found You                                  | EMF099       | AU8N01100099  | 175     |                      | EMFA Music           |
| 2018  | "Never Let You Go" (feat. Eufeion And Harri Rush)      | 1/1          |     | Never Let You Go                                         | NINJAHCSE002 | GBKQU1823075  | 175     | Paul Rodriguez Music | Ninja Hardcore       |
| 2018  | "What is a Dj?" (feat. Jimni Cricket)                  | 1/1          |     | What is a Dj?                                            | EMF100       | AU8N01100100  | 175     |                      | EMFA Music           |
| 2018  | "Berserk" (feat. Iceman)                               | 1/1          |     | Berserk                                                  | EMF102       | AU8N01100102  | 195     |                      | EMFA Music           |
| 2018  | "It's This Again" (feat. Jamie-Rose)                   | 1/1          |     | It's This Again                                          | EMF103       | AU8N01100103  | 175     |                      | EMFA Music           |
| 2018  | "Beat All The Odds" (Featuring Kitty amp amp Lovely)   | 1/1          |     | Beat All The Odds                                        | EMF104       | AU8N01100104  | 175     |                      | EMFA Music           |
| 2018  | "Earth B♭" (feat. lexi)                                | 1/1          |     | Earth B♭                                                 | EMF105       | AU8N01100105  | 175     |                      | EMFA Music           |
| 2018  | "Scary Movie"                                          | 1/1          |     | Scary Movie                                              | EMF106       | AU8N01100106  | 175     |                      | EMFA Music           |
| 2018  | "S3RL Remix EP 17" (Technikore, Suae and Fiero Speed)  | 1/1          |     | S3RL Remix EP 17                                         | EMF107       | AU8N01100107  | 170,175 |                      | EMFA Music           |
| 2018  | "Silicon XX" (feat. Nikolett)                          | 1/1          |     | Silicon XX                                               | EMF108       | AU8N01100108  | 175     |                      | EMFA Music           |
| 2019  | "Ravers MashUp"                                        | 1/1          |     | Ravers MashUp                                            | EMF109       | AU8N01100109  |         |                      | EMFA Music           |
| 2019  | "The Perfect Rave" (feat. Krystal)                     | 1/1          |     | The Perfect Rave                                         | EMF110       | AU8N01100110  | 175     |                      | EMFA Music           |
| 2019  | "The Power of Love" (feat. StarStruck)                 | 1/1          |     | The Power of Love                                        | EMF112       | AU8N01100112  | 175     |                      | EMFA Music           |
| 2019  | "Avaline" (S3rl & Triple Zero featuring Lindsey Marie) | 1/1          |     | Avaline                                                  | EMF113       | AU8N01100113  | 175     |                      | Emfa Music           |
| 2019  | "And I'm Like" (Outforce & Hartshorn)                  | 1/1          |     | And I'm Like                                             | EMF114       | AU8N01100114  | 170     |                      | Emfa Music           |
| 2019  | "My Girlfriend is a Raver" (S3RL x LIDA)               | 1/1          |     | My Girlfriend is a Raver                                 | EMF115       | AU8N01100115  | 175     |                      | Emfa Music           |
| 2019  | "Ghosted DJ" (NeoQor & S3RL feat. Kitty Chan)          | 1/1          |     | Ghosted DJ                                               | 193662672644 | QZFYX1995623  | 175     | —                    | Qor Values           |
| 2019  | "Speechless"                                           | 1/1          |     | Speechless                                               | EMF116       | AU8N01100116  | 200     | Tunecore             | Emfa Music           |
| 2019  | "Fan Service"                                          | 1/1          |     | Fan Service                                              | EMF117       | AU8N01100117  | 175     | Tunecore             | Emfa Music           |
| 2019  | "I Wanna Stay" (S3RL and Rob IYF (feat. Krystal)       | 1/1          |     | "I Wanna Stay"                                           | EMF118       | AU8N01100118  | 170     |                      | Emfa Music           |
| 2019  | "Again" (S3RL and DK)                                  | 1/1          |     | "Again"                                                  | Unknown      | TCAEK1946179  | 175     | Tunecore             | S3RL & DK            |
| 2019  | "Fire" (Krystal, S3rl, Harri Rush)                     | 1/1          |     | "Fire"                                                   | EMF119       | AU8N01100119  | 175     | Tunecore             | Emfa Music           |
| 2019  | "Waifu" (S3RL and Alaguan)                             | 1/1          |     | "Waifu"                                                  | EMF120       | AU8N01100120  | 175     |                      | Emfa Music           |
| 2019  | "Dance More" (S3RL and Ella)                           | 1/1          |     | "Dance More"                                             | EMF121       | AU8N01100121  | 175     |                      | Emfa Music           |
| 2020  | "Sky Rocket" (S3RL and Sara)                           | 1/1          |     | "Sky Rocket"                                             | EMF122       | AU8N01100122  | 175     |                      | Emfa Music           |
| 2020  | "You Are Mine" (S3RL feat. Kayliana)                   | 1/1          |     | "You Are Mine"                                           | EMF123       | AU8N01100123  | 175     |                      | Emfa Music           |
| 2020  | "Nasty" (S3RL & 5H4RK80Y ft Thylie)                    | 1/1          |     | "Nasty"                                                  | EMF124       | AU8N01100124  | 175     |                      | Emfa Music           |
| 2020  | "MTC Saga Final Chapter"                               | 1/1          |     | "MTC Saga Final Chapter"                                 | EMF125       | AU8N01100125  | 175     |                      | EMFA Music           |
| 2020  | "Dopamine" (S3RL feat. Sara)                           | 1/1          |     | "Dopamine"                                               | EMF126       | AU8N01100126  | 175     |                      | EMFA Music           |
| 2020  | "Wanna Fight Huh?"                                     | 1/1          |     | "Wanna Fight Huh?"                                       | EMF127       | AU8N01100127  | 175     |                      | EMFA Music           |
| 2020  | "The Bass & The Melody"                                | 1/1          |     | "The Bass & The Melody"                                  | EMF128       | AU8N01100128  | 175     |                      | EMFA Music           |
| 2020  | "Moonlit Eyes"                                         | 2/2          |     | "Moonlit Eyes"                                           | MBM07        | GBKQU2087118  | 175     |                      | Music Blocks Media   |
| 2020  | "Predictable Rave Song" (S3RL feat. Tamika)            | 2/2          |     | "Predictable Rave Song"                                  | EMF129       | AU8N01100129  | 175     |                      | Emfa Music           |

## Succès
S3RL est connu de la scène Happy Hardcore grâce à ses musiques mais aussi des joueurs d'osu! où bon nombre de ses musiques sont utilisées dans le jeu (Pika Girl ou Feel The Melody par exemple). Il est d'ailleurs depuis janvier 2017 un artiste officiel du jeu.